# Crafter
Crafter é a divisão internacional da Sung-Eum music Co Ltd. que fabrica violões e guitarras.

## História
Fundada por Hyun Kuon Park em abril de 1972, a primeira "fábrica" da Sungeum music Co Ltd. era no próprio porão de Hyun. Durante seus primeiros anos, ela produziu guitarras para o mercado coreano. Como a empresa cresceu, ela se mudou do porão de Hyun para uma fábrica em Seul, eventualmente mudando para sua atual sede em Yangju-gun. Para ingressar no mercado internacional, Hyun começou a produzir violões e guitarras. Entretanto, a empresa enfrentou as empresas mais conhecidas do oriente e do Japão que atuavam nesse mercado.
Em 1986, In Jae Park, o filho mais velho de Hyun, tomou total controle da manufatura de violões e guitarras enquanto Hyun ficou como um dos gerentes da empresa. In Jae achava que o nome Sungeum seria de difícil pronúncia para o mercado internacional, nasce assim a marca Crafter, em homenagem aqueles que constroem violões (craft, em inglês, significa artesanato).
Atualmente, a Crafter produz cerca de 60 mil instrumentos anualmente, incluindo violões, guitarras semi-acústicas, bandolins, baixos acústicos e acessórios musicais, como afinadores.

## Distribuição
No Brasil, os instrumentos da Crafter são distribuídos oficialmente pela Novità Music.

## Linha de instrumentos musicais

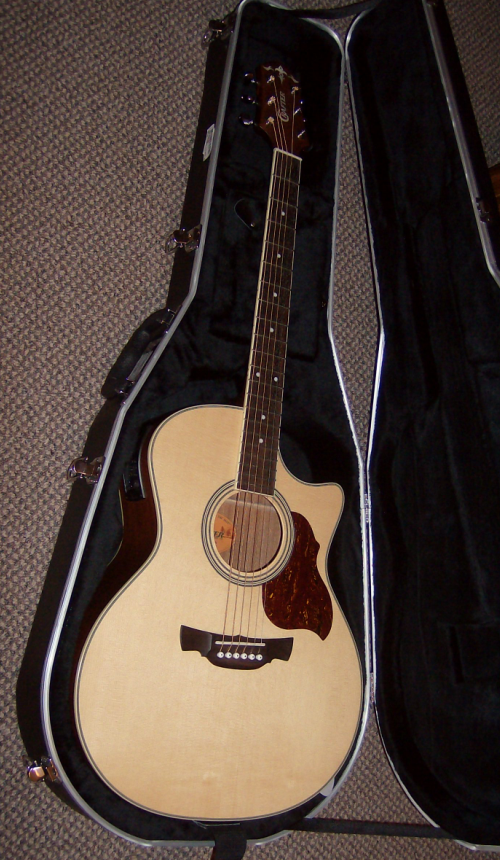
Violão Crafter modelo GA8N

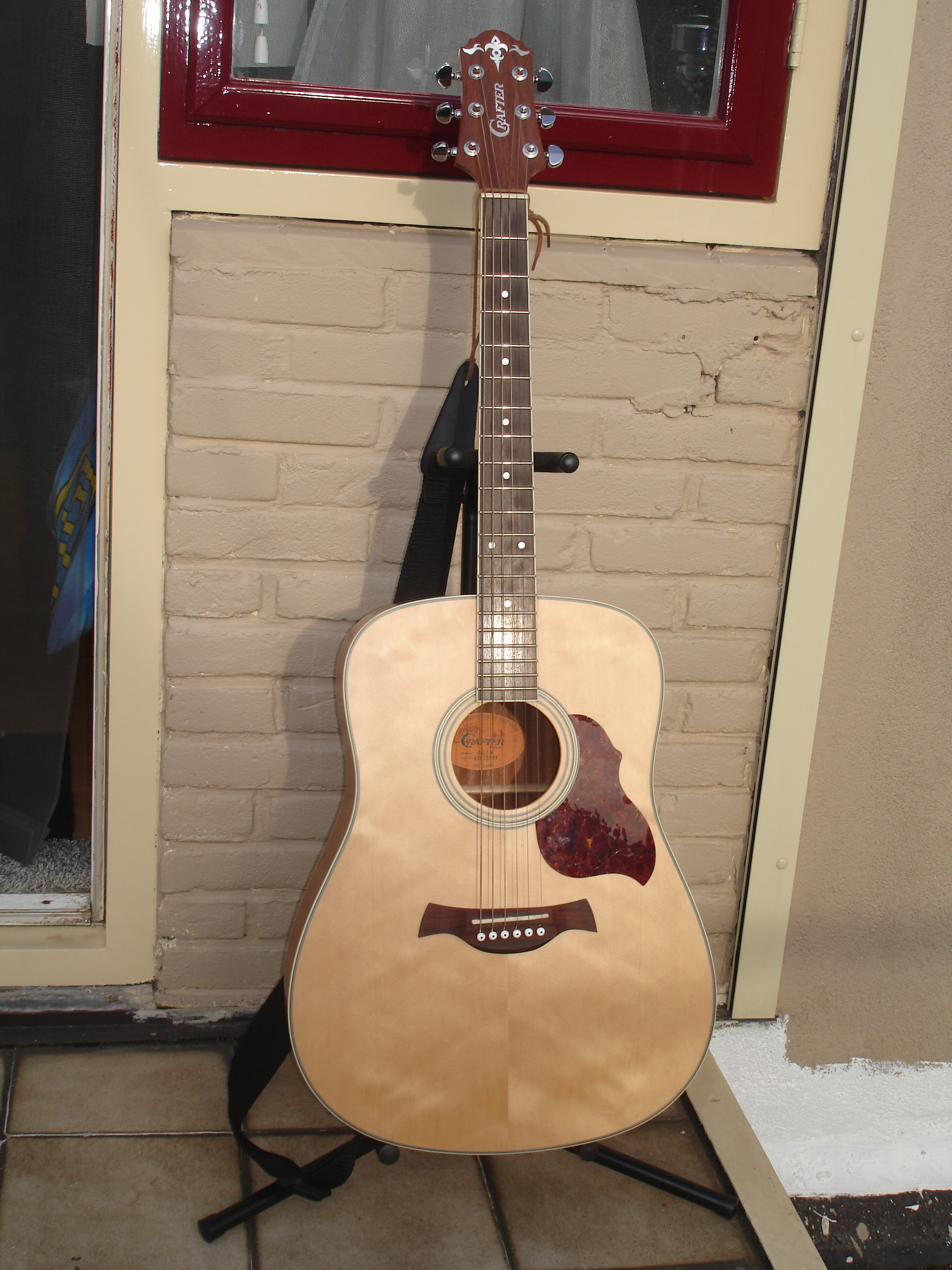
Violão Crafter modelo D6N

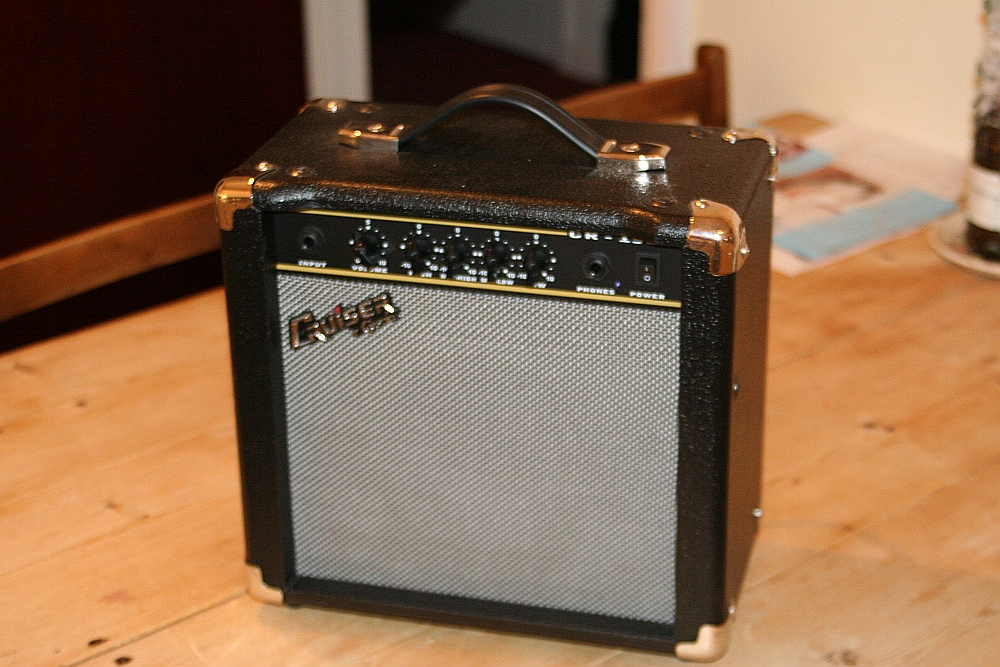
Amplificador 15w Cruiser by Crafter

### Violões
- SA
- PK, WS

- DV, TV
- D
- DE
- GA
- GAE
- FE, T
- TR, TA, JM
- JE, J, 648
- 698
- TD, TGAE
- SD, SDE, SGA, SGAE
- American
- C, CE, SN, US
- 12 Strings
- Bass
- GCL
- TRV
- CT, CTS
- SEG, FEG
- FX
- FSG
- Ashland AC-10/BK
- M
- EG
- MD, ED

### Guitarras
- County
- Crown
- Convoy
- Constantine
- Congress
- Centaur
- Cube
- Comfort